# 205. п. н. е.

## Догађаји
- Први македонски рат је окончан потписивањем мира којим Македонија и Римска република пристају на предратно стање. Њиме је Филипу V де факто призната хегемонија у Грчкој, али се он обвезује да не напада римске поседе у Илирији, нити да помаже Ханибалу.